# تمرد بيكون
كان تمرد بيكون تمردًا مسلحًا قام به المستعمرون من فرجينيا عام 1676، قاده ناثانيال بيكون ضد الحاكم وليم باركلي. كانت شكاوى بيكون ضد باركلي نابعة من سياسته الرافضة والمهمشة للتحديات السياسية التي تفرضها حدود فرجينيا الغربية. غضب بيكون بسبب استبعاده خارج إدارة باركلي الداخلية، ورفض الحاكم السماح له بالمشاركة في تجارة الفراء مع الأمريكيين الأصليين. بالإضافة إلى ذلك، رفض باركلي طلب بيكون بتشكيل لجنة عسكرية كانت لتسمح له بمحاربة ومهاجمة السكان الأصليين الأمريكيين وفقًا لرغبته الخاصة. أشعلت الهجمات التي شنها شعب دويغ على المستعمرين في فرجينيا فتيل التمرد الشعبي ضد باركلي، إذ ألقوا باللوم عليه لعدم حراسته سلامة الحدود. كانت شعوب دويغ تتاجر وتشن الحروب على حدود فرجينيا.
بدءًا من خمسينيات القرن السابع عشر، وبالتزامن مع تسوية المستعمرين الإنجليز للحدود الشمالية التي عرفت لاحقًا باسم شيكاكوان، بدأت بعض قبائل الباتاوميك والرابهانوك الانتقال إلى المنطقة أيضًا، وانضمت مع القبائل المحلية في اعتراضها على استيلاء المستعمرين على الأرض والموارد. وفي يوليو 1666، أعلن المستعمرون الحرب عليهم. وبحلول عام 1669، كان المستعمرون قد استولوا على الأرض من غرب بوتوماك إلى الشمال من جزيرة ثيودور روزفلت. بحلول عام 1670، كانوا قد طردوا معظم شعوب دويغ من مستعمرة فرجينيا ومريلاند — بعيدًا عن أولئك الذين يعيشون بجوار نانزاتيكو/بورتوباغو في مقاطعة كارولين، فرجينيا.
استمر الإنجليز في مضايقة شعوب دويغ على الجبهة الشمالية، في يوليو 1675، عبرت جماعة من الدويغ بوتوماك وسرقت من توماس ماثيو، انتقامًا منه لعدم قيامه بتسديد ثمن سلع. طاردهم ماثيو وبعض المستعمرين إلى مريلاند وقتلوا مجموعة منهم ومن قبيلة سسكويهانوك البريئة. ورد الدويغ على ذلك بقتل ابن ماثيو وخادمين في مزرعته.
ردًا على ذلك، دخلت ميليشيا من فرجينيا بقيادة ناثانيال بيكون إلى مريلاند، وهاجمت قبيلة دويغ وحاصرت سسكويهانوك. عجل ذلك من رد الفعل العام من المستعمرين في فرجينيا ضد السكان الأصليين، والذي تطور لاحقًا إلى «تمرد بيكون».
في عام 1676، أخذ بيكون قواته المسلحة إلى مستنقع التنين الأخضر على نهر بامونكي العلوي حيث قتل ما يقرب من خمسين من الهنود هناك، ما أدى إلى إصدار زعيمة كوكاكوسكي أوامر لبقية القبيلة للهروب، كما أمرتهم بعدم إلحاق الضرر بأي أحد والالتزام بمعاهدة السلام. انتفض الآلاف من سكان فرجينيا من كل الطبقات، وتسابقوا في التسلح ضد باركلي، وهاجموا الأمريكيين الأصليين، وطاردوا باركلي في جيمستاون، فرجينيا، وأحرقوا العاصمة في نهاية المطاف. قُمع التمرد لأول مرة من عدد قليل من السفن التجارية المسلحة من لندن، التي وقف قادتها مع باركلي ومواليه. وصلت القوات الحكومية من إنجلترا بعد فترة وجيزة واستغرقت عدة سنوات في هزيمة المقاومة وإصلاح الحكومة الاستعمارية لتكون مرة أخرى تحت السيطرة الملكية المباشرة.
كان هذا أول تمرد في المستعمرات الأمريكية شارك فيه رجال الحدود الساخطين، كما حدث تمرد مماثل إلى حد ما في مريلاند شارك فيك كل من جون كودي وجوسياس فيندال بعد ذلك بوقت قصير. أزعج التحالف الناشئ بين الخدم الأوروبيين المنبوذين والأفارقة (المستعبدون حتى الموت أو المحرون) الطبقة الحاكمة، التي رد أفرادها من خلال تعزيز النزعة العرقية عند العبيد في محاولة لتقسيمهم ومنعهم من الاتحاد في التمردات، مع تمرير قانون العبيد في فرجينيا لعام 1705. لم ينجح المزارعون في هدفهم الأول المتمثل في إخراج الأمريكيين الأصليين من فرجينيا، لكن التمرد أدى إلى إعادة باركلي إلى إنجلترا.

## الدوافع
كان السبب المباشر وراء هذا التمرد رفض الحاكم باركلي الرد على هجمات شنها أمريكيون أصليون على حدود المستعمرات. بالإضافة إلى ذلك، رغب العديد من المستعمرين في مهاجمة الأراضي الحدودية للشعوب الأصلية غربًا والاستيلاء عليها، لكن حكومة باركلي لم تعطهم الإذن ولم تدعمهم في ذلك. كان العديد من هؤلاء المستعمرين موظفين قدماء انتهت عقودهم وأصبحوا أحرارًا يبحثون عن أرض.
أشار بعض المؤرخين حديثًا إلى أن التمرد ربما كان لعبة فرض هيمنة وقوة من جانب بيكون ضد باركلي ومحاباته لأعضاء معينين في الإدارة الحاكمة، حيث أن بيكون عندما كان في هذه الإدارة لم يكن ضمن الدائرة الداخلية المحببة لباركلي واختلف معه في عدد من القضايا. دعم رجال أثرياء من خارج دائرة نفوذ بيركلي بيكون ماليًا.
يقول المؤرخ بيتر ثومبسون إن سبب تمرد بيكون كان ثأرًا شخصية بينه وبين باركلي. مع ذلك، استغل أتباع بيكون التمرد لكسب اعتراف الحكومة بالمصالح المشتركة بين جميع الطبقات الاجتماعية في المستعمرة والمتمثلة في حماية «عامة الشعب» وتعزيز رفاهيته.

## التمرد
عندما رفض السير ويليام باركلي الانتقام من الأمريكيين الأصليين، اجتمع المزارعون حول أنباء جماعة إغارة جديدة. وصل ناثانيال بيكون مع كمية من نبيذ براندي؛ بعد أن وُزع على الحضور، انتُخب زعيمًا. بعد ذلك خالفوا أوامر باركلي وهاجموا جنوبًا حتى وصلوا إلى قبيلة اوكانيتشي، وبعد إقناعها بمهاجمة قبيلة سسكويهانوك، تبيعهم بيكون ورجاله وقتلوا معظم الرجال والنساء والأطفال في القرية. اكتشفوا لدى عودتهم أن باركلي كان قد دعا إلى انتخابات جديدة من أجل التصدي بشكل أفضل لغارات الأمريكيين الأصليين.
سن مجلس بورغيسيس المعاد تشكيله عددًا من الإصلاحات الشاملة (عُرفت لاحقًا بتشريعات بيكون) (لم يكن بيكون يؤدي واجبه في المجلس؛ بل كان في مزرعته على بعد أميال) التي قيدت وحدّت من سلطات الحاكم وأعادت حق الاقتراع إلى الرجال الذين لا يملكون أرضًا.
بعد إقرار وتمرير هذه القوانين والإصلاحات، وصل ناثانيال بيكون مع 500 من أتباعه إلى جيمستاون للمطالبة بتفويضهم لقيادة الميليشيات ضد الأمريكيين الأصليين، إلا أن الحاكم رفض الخضوع لضغوطاتهم. عندما أمر بيكون رجاله بتصويب أسلحتهم ناحية باركلي، رد الأخير بفتح صدره، وقال لبيكون أن يطلق عليه النار، وعندما أيقن أن الحاكم لن يتحرك ولن يلبي مطلبه، أمر رجاله بتصويب أسلحتهم نحو مجلس بورغيسيس المجتمع، والذي سرعان ما لبى مطلبه. وُعد بيكون سابقًا بالحصول على التفويض قبل أن يتقاعد إذا كانت سلوكياته جيدة وسجله نظيفًا لمدة أسبوعين. أثناء تواجد بيكون في جيمستاون مع جيشه الصغير، قُتل ثمانية من المستعمرين على الحدود في مقاطعة إنريكو (من حيث سار) بسبب نقص أعداد قوى الحراسة على الحدود.
في 30 تموز 1676، أصدر بيكون وجيشه «إعلان الشعب» الذي انتقد إدارة باركلي ووجه له عدة اتهامات:
1. وأنه «بناء على ادعاء خاص بالأعمال العمومية، قام بتوقيع ضرائب جائرة كبيرة على عامة الشعب»؛
2. تفضيل ومحاباة المناصب العليا؛
3. احتكار تجارة فراء القندس مع الأمريكيين الأصليين؛
4. موالٍ للأمريكيين الأصليين.

بعد أشهر من الصراع، تحركت قوات بيكون البالغ عدد أفرادها 300-500 رجلًا إلى جيمستاون، وأحرقوا العاصمة الاستعمارية في 19 سبتمبر 1676. وتراجع باركلي عبر النهر.